# 河村耕平
河村 耕平（かわむら こうへい、1976年 - ）は、日本の経済学者、早稲田大学政治経済学術院教授。

## 人物・来歴
東京都生まれ。早稲田実業学校高等部商業科、早稲田大学商学部を卒業後、オックスフォード大学ナフィールド・カレッジにてMPhil、DPhil修了。エディンバラ大学准教授等を経て、2016年より早稲田大学政治経済学術院教授。